# L'Homme nu sur le stade
Pour plus de détails, voir Fiche technique et Distribution.
L'Homme nu sur le stade (Der nackte Mann auf dem Sportplatz) est une comédie est-allemande réalisée par Konrad Wolf, sortie en 1974.

## Synopsis
Le film décrit quelques semaines de la vie du sculpteur (fictif) Kemmel. Il ne se facilite pas toujours la tâche, ni à lui-même ni à son entourage. De plus, nombre de ses œuvres ne sont pas acceptées par son entourage. Ainsi, un relief qu'il a créé et offert à son village se retrouve dans un débarras. Dans son nouveau travail, il souhaite créer une sculpture, mais il a du mal à trouver le bon modèle. Lorsqu'il le trouve enfin en la personne de l'ouvrier Hannes, celui-ci ne veut pas poser. D'un naturel très terre-à-terre, il ne se sent aucun point commun avec l'artiste. Après quelques efforts de persuasion, Kemmel parvient tout de même à convaincre Hannes. Pendant le travail, les deux hommes se rapprochent. Mais ce travail ne l'aide pas non plus à sortir de la crise, et il échoue. Une visite dans son village natal lui permet d'obtenir une nouvelle commande. Il doit réaliser une sculpture pour l'anniversaire du club de sport local. Kemmel accepte. Mais lors du dévoilement de l'œuvre, il essuie d'abord un refus. Les notables du club avaient imaginé un footballeur habillé, mais ils ont reçu un coureur nu. Ce n'est que petit à petit qu'ils se familiarisent avec l'œuvre.

## Fiche technique
- Titre original : Der nackte Mann auf dem Sportplatz
- Titre français : L'Homme nu sur le stade[2]
- Réalisateur : Konrad Wolf
- Scénario : Wolfgang Kohlhaase, Gerhard Wolf (de)
- Photographie : Werner Bergmann (de)
- Montage : Evelyn Carow (de)
- Son : Werner Klein
- Décors : Harry Leupold
- Musique : Gunther Erdmann (de), Peter Gotthardt
- Costumes : Isolde Warczycek
- Sociétés de production : Deutsche Film AG
- Pays de production :  Allemagne de l'Est
- Langue de tournage : allemand
- Format : Couleur Orwo - 1,66:1 - Son mono - 35 mm
- Durée : 101 minutes (1h41)
- Genre : Comédie satirique
- Dates de sortie :
  - Allemagne de l'Est : 4 avril 1974

## Distribution
- Kurt Böwe (de) : Kemmel
- Ursula Karusseit (de) : Gisi Kemmel
- Martin Trettau (de) : Hannes
- Elsa Grube-Deister (de) : le président de la coopérative de production agricole
- Marga Legal (de) : la référente
- Ute Lubosch (de) : Regine
- Vera Oelschlegel (de) : Mlle Fritze
- Katharina Thalbach : la femme du soldat
- Ursula Werner : Angela
- Erika Pelikowsky (de) : Tante Marie
- Reimar Johannes Baur : Igor Klippfisch
- Gerhard Bienert : Wilhelm
- Rolf Hoppe : Tautz
- Jaecki Schwarz : Fiete